# How Do They Do It?
How do they do  it là một chương trình do Wag TV sản xuất và trình chiếu trên kênh Discovery Channel kể về quá trình tạo ra một sản phẩm, hay những thiết bị khoa học lớn.
Mỗi chương trình khám phá cách 2 hoặc 3 đối tượng thông thường được tạo và sử dụng. Khẩu hiệu của chương trình là "Đằng sau bình thường là phi thường." Bộ phim được phát trên toàn thế giới trên nhiều hệ thống thuộc sở hữu của Discovery bao gồm:
- Kênh Discovery, Kênh Khoa học, DMAX và Quest ở Vương quốc Anh;
- Kênh khoa học ở Hoa Kỳ;
- Kênh Discovery ở Asia, Úc, Bỉ, Canada, Pháp, Tây Ban Nha, Thụy Sĩ và Hà Lan;
- Discovery Channel và Discovery Science ở Ý.

Series 1 và 2, được đồng sản xuất với Rocket Surgery Productions, được Rupert Degas dẫn chuyện; loạt 3 và 4 được Iain Lee dẫn chuyện; và loạt 5 và 6 được Dominic Frisby dẫn chuyện. Trong năm 2008, Kênh 5 của Anh bắt đầu phát sóng chương trình, với Robert Llewellyn dẫn chuyện. Phiên bản này đã được phát hành trên đĩa DVD tại Anh vào tháng 5 năm 2010.